# Souley Drame
Souleymane Drame Kamara, detto Souley (Ibadan, 19 aprile 1980), è un ex cestista nigeriano naturalizzato spagnolo.

## Palmarès
- Liga catalana: 1

Joventut Badalona: 1998